# Troy Williams
Troy Williams (Savannah, Hampton, Virginia, 30 de diciembre de 1994) es un baloncestista estadounidense, que pertenece a la plantilla de los Taoyuan Leopards de la T1 league en Taiwán. Con 2,01 metros de estatura, juega en la posición de alero .

## Trayectoria deportiva

### Universidad
Jugó tres temporadas con los Universidad de Indiana de la Universidad de Indiana, en las que promedió 11,3 puntos, 8,9 rebotes y 1,6 asistencias por partido, En su temporada júnior fue incluido por los entrenadores y la prensa especializada en el tercer mejor quinteto de la Big Ten Conference.
El 25 de mayo de 2016 se declaró elegible para el Draft de la NBA, renunciando a su último año de universidad.

### Profesional
Tras no ser elegido en el Draft de la NBA de 2016, fue invitado por los Phoenix Suns para disputar las Ligas de Verano. El 8 de agosto firmó contrato con los Memphis Grizzlies. Debutó en la liga el 29 de octubre ante New York Knicks, logrando tres puntos y una asistencia.
El 10 de marzo de 2017 firmó contrato por diez días con los Houston Rockets, quienes automáticamente lo asignaron a los Rio Grande Valley Vipers. Al término de su primer contrato, firmó hasta el resto de la temporada, a pesar de no haber debutrado con los Rockets.
En 2021 firmó con los Taoyuan Leopards inaugurando así la liga Taiwanesa y jugando también con Dwight Howard en la temporada 2022-2023. Promedio en esa temporada 35 puntos por juego, el máximo de su carrera a diferencia de la NBA

## Estadísticas de su carrera en la NBA

### Temporada regular
| Año     | Equipo     | PJ | PT | MPP  | %TC  | %3P  | %TL  | RPP | APP | ROB | TPP | PPP |
| ------- | ---------- | -- | -- | ---- | ---- | ---- | ---- | --- | --- | --- | --- | --- |
| 2016-17 | Memphis    | 24 | 13 | 17.4 | .415 | .244 | .600 | 1.8 | .7  | 1.0 | .3  | 5.3 |
| 2016-17 | Houston    | 6  | 3  | 23.5 | .500 | .381 | .857 | 4.0 | 1.0 | .5  | .1  | 9.6 |
| 2017-18 | Houston    | 4  | 0  | 4.3  | .222 | .000 | .333 | 1.0 | .3  | .3  | .0  | 1.3 |
| 2017-18 | New York   | 17 | 1  | 17.1 | .490 | .333 | .704 | 3.5 | .9  | 1.1 | .2  | 7.5 |
| 2018-19 | Sacramento | 21 | 0  | 14.9 | .449 | .299 | .600 | 2.8 | .5  | .5  | .4  | 5.3 |
| Total   | Total      | 72 | 17 | 16.3 | .449 | .299 | .649 | 2.7 | .7  | .8  | .3  | 6.0 |

### Playoffs
| Año   | Equipo  | PJ | PT | MPP | %TC  | %3P  | %TL  | RPP | APP | ROB | TPP | PPP |
| ----- | ------- | -- | -- | --- | ---- | ---- | ---- | --- | --- | --- | --- | --- |
| 2017  | Houston | 5  | 0  | 3.8 | .000 | .000 | .500 | 1.4 | .2  | .0  | .0  | .2  |
| Total | Total   | 5  | 0  | 3.8 | .000 | .000 | .500 | 1.4 | .2  | .0  | .6  | .2  |